# Magid Mohamed
Magid Mohamed Hassan (arabe : ماجد محمد) (né le 1er octobre 1985 à Khartoum au Soudan) est un joueur de football international qatarien d'origine soudanaise, qui évolue au poste d'attaquant.

## Biographie

### Carrière en sélection
Avec l'équipe du Qatar, il joue 63 matchs (pour 10 buts inscrits) depuis 2003. 
Il figure dans le groupe des sélectionnés lors des coupes d'Asie des nations de 2004, de 2007 et de 2015.
Il joue également 14 matchs comptant pour les tours préliminaires de la coupe du monde, lors des éditions 2006, 2010 et 2014.

## Palmarès
| Al Sailiya - Championnat du Qatar D2 (1) : - Champion : 2004-05.                                   |  | Al Sadd \| - Championnat du Qatar (2) : - Champion : 2006 et 2007. - Coupe du Qatar (1) : - Vainqueur : 2007. \| \| - Coupe du Qatar (3) : - Vainqueur : 2006, 2007 et 2008. - Coupe du Qatar (1) : - Vainqueur : 2006. \| |
| - Championnat du Qatar (2) : - Champion : 2006 et 2007. - Coupe du Qatar (1) : - Vainqueur : 2007. |  | - Coupe du Qatar (3) : - Vainqueur : 2006, 2007 et 2008. - Coupe du Qatar (1) : - Vainqueur : 2006. |

 Al Jaish
- Coupe du Qatar (1) :
  - Vainqueur : 2013.